# Приола
Прио̀ла (на италиански и на пиемонтски: Priola) е село и община в Северна Италия, провинция Кунео, регион Пиемонт. Разположено е на 5374 m надморска височина. Населението на общината е 741 души (към 2011 г.).